# Runaway (U & I)
Pour les articles homonymes, voir Runaway.
Singles de Galantis
You
(2014) Gold Dust
(2015)
Runaway (U & I) est une chanson du duo suédois de musique électronique, Galantis, publiée en octobre 2014 puis repris dans leur album Pharmacy. Le titre entre de maintes fois dans le top 10 de divers classements à l'international puis reçoit plusieurs certifications « Platine » ou « Or ».

## Présentation
Ce clip présente un ensemble composé d'une « délicieuse » voix féminine (celle de Cathy Dennis), d'un refrain mêlant voix d'enfants et drops.
Le clip a atteint un succès dans plusieurs Hit-parades de pays de taille moyenne (aux Pays-Bas, en Norvège ou en France, où le titre a grimpé de 28 places lors de la semaine 3) alors que le clip n'était pas divulgué.

## Liste des pistes
| 1. | Runaway (U & I) | 3:47 |

| 1. | Runaway (U & I) (Kaskade Remix) | 5:15 |

| 1. | Runaway (U & I) (Dillon Francis Remix) | 3:33 |

| 1. | Runaway (U & I) (Quintino Remix)     | 4:45 |
| 2. | Runaway (U & I) (Ansolo Remix)       | 5:16 |
| 3. | Runaway (U & I) (East & Young Remix) | 4:34 |

## Utilisations dans les médias
La chanson est utilisée dans la publicité pour Absolut Vodka - #absolutnights en 2016. Elle est également présente dans le trailer du film Ratchet et Clank et du jeu vidéo Forza Horizon 3. Enfin, elle est présente dans le jeu de danse Just Dance 2021.

## Classements hebdomadaires
| Classements (2014-15)                   | Meilleure position |
| --------------------------------------- | ------------------ |
| Allemagne (Media Control AG)            | 58                 |
| Australie (ARIA)                        | 4                  |
| Autriche (Ö3 Austria Top 40)            | 39                 |
| Belgique (Flandre Ultratop 50 Singles)  | 3                  |
| Belgique (Wallonie Ultratop 50 Singles) | 6                  |
| Écosse (OCC)                            | 2                  |
| Espagne (PROMUSICAE)                    | 58                 |
| Finlande (Suomen virallinen lista)      | 9                  |
| France (SNEP)                           | 23                 |
| Irlande (IRMA)                          | 6                  |
| Norvège (VG-lista)                      | 12                 |
| Nouvelle-Zélande (RMNZ)                 | 6                  |
| Pays-Bas (Nederlandse Top 40)           | 1                  |
| Pays-Bas (Single Top 100)               | 3                  |
| Portugal (AFP)                          | 72                 |
| Royaume-Uni (UK Singles Chart)          | 4                  |
| Suède (Sverigetopplistan)               | 25                 |
| Suisse (Schweizer Hitparade)            | 42                 |

## Certifications
| Région                                                                                                 | Certification | Ventes/Streams |
| --- | ------------- | -------------- |
| Belgique (BEA)                                                                                         | Platine       | 20 000*        |
| *Ventes selon la certification ^Mise en rayon selon la certification xNon précisé par la certification |               |                |